# Jabloňovce
Jabloňovce é um município da Eslováquia, situado no distrito de Levice, na região de Nitra. Tem 34,69 km² de área e sua população em 2018 foi estimada em 210 habitantes.

## Demografia
| Ano:        | 1994 | 2004    | 2014   | 2024   |
| ----------- | ---- | ------- | ------ | ------ |
| Broj ljudi: | 247  | 208     | 202    | 199    |
| Razlika:    |      | -15,78% | -2,88% | -1,48% |

| Ano:               | 2023 | 2024   |
| ------------------ | ---- | ------ |
| Número de pessoas: | 205  | 199    |
| Diferença:         |      | -2,92% |